# 高田敬輔
高田 敬輔（たかだ けいほ、延宝2年（1674年） - 宝暦5年12月4日（1756年1月5日））は、江戸時代の絵師。本名は徳左衛門隆久で敬輔は号。敬甫と書かれることもある。別号に眉間毫翁、竹隠斎、梅桃老人。清和源氏満政流尾張源氏高田氏族。
高祖母が戦国武将浅井長政の一族である木村三郎左衛門の娘であり、このことから、京狩野初代狩野山楽（本姓木村）の一族である可能性も指摘されている。なお、高田家は、織豊期には織田信長の家臣だったが、本能寺の変後は、郷士として安土城跡にほど近い清水鼻（しみずばな、現在の滋賀県東近江市五個荘清水鼻町）に住み、その後日野（現在の滋賀県蒲生郡日野町）に移った。官位は正八位上豊前大目、絵師としての位は法眼。長男の正輔（号三敬）も町絵師で法眼、華道池坊三敬風の創始者。

## 経歴
延宝2年（1674年）、近江国蒲生郡日野杉野神町（現在の滋賀県蒲生郡日野町）に生まれる。初め日野椀販売、後に製薬を家業としたが、本人は絵画を能くし、京狩野四代目狩野永敬に師事。後に、画僧・明誉古磵（みょうよ こかん）に雪舟の画法を学ぶ。狩野永敬の引き回しで仁和寺法親王の御所（御室御所）に出入りし、従八位上豊前大目の官位と藤原姓を賜る。これ以降、薬業では「高田豊前」、画業では「藤原敬輔」と称した。また仁和寺法親王から、享保20年（1735年）62歳で法橋、69歳で法眼に推免され、以後「高田法眼」と称した。晩年、一時期江戸神田に滞在し、8代将軍徳川吉宗にも拝謁して絵を献上、褒美として下賜されたと言われる享保雛が、現在も高田徳左衛門家に遺る。江戸本所羅漢寺において、見物人がひしめくなか短時間で巨大な涅槃図を描き、江戸中の評判になる。その後、故郷である近江日野に隠棲し、宝暦5年12月4日（1756年1月5日）82歳で没。亡くなる直前まで創作を続けた。

## 評価

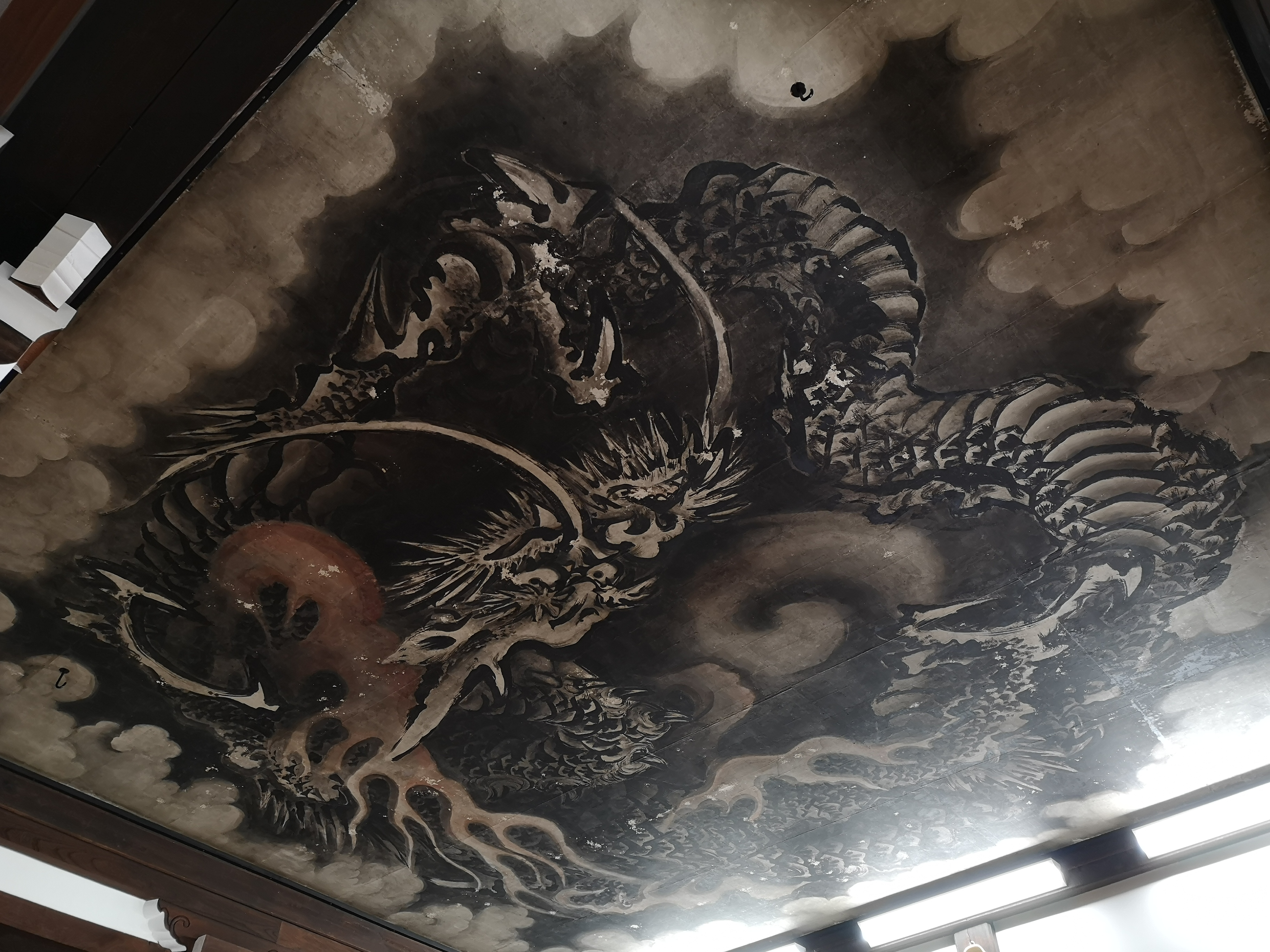
信楽院天井画「雲竜図」1743年高田敬輔作

京狩野派の画法に雪舟様の画法を取り入れ、仙人図、龍図、虎図、龍門鯉図、大黒天図など中国や日本の故事を画題とする水墨画、また、鮎図、富士山図、引き船図といったやや写実的な画題の水墨画または淡彩画が多く見られるが、浄土宗の仏理にも明るく『無量寿経曼陀羅図』や『選択集第十六章之図』をはじめ、阿弥陀来迎図などの仏画も多い。
弟子と目されている曽我蕭白の特徴によく似た、屈曲し擦れを伴う太く激しい筆致が特徴的で、当時から「画体いやし」とやや異端児的な評価を受けていた。その反面、絵のある部分に着目すると、細部は表情豊かで多彩な線描によって支えられ、深みのある構築的な画面を描き出している。それだけに人気も高く、日野に隠棲しなければ、狩野山楽や海北友松にも比肩する大家となっただろうとも言われていた（白井華陽『画乗要略』）という。敬輔の画風は「高田派」と呼ばれ、門人から曽我蕭白、月岡雪鼎、島崎雲圃といった著名な絵師を多く輩出した。
明治時代以降は完全に忘れられた存在であったが、1970年代に曽我蕭白が再評価されたことを契機に、その師として注目された。ボストン美術館研究員（当時）のマニー・L・ヒックマンや京都工芸繊維大学教授の土居次義が敬輔の絵の発掘と調査・研究を進め、最近では、大谷大学文学部教授の國賀由美子や多摩美術大学・和光大学非常勤講師の山本ゆかりが主に研究を続けている。
数々の作品のなかでも、滋賀県日野町の信楽院の天井に描いた雲龍図は、敬輔の技法が最大限に発揮された傑作と称賛され、2020年（令和2年）10月に滋賀県立琵琶湖博物館のB展示室がリニューアルされた際には、信楽院の雲竜図をモデルとして竜の展示がなされた。

### 過去の主な展覧会
- 特別展「近江路の高田敬輔と曽我蕭白」　滋賀県立琵琶湖文化館　昭和53年（1978年）7月11日～30日
- 特別陳列「高田敬輔とその周辺」　滋賀県立琵琶湖文化館　昭和62年（1987年）5月2日～31日
- 「小泉斐と高田敬輔」　栃木県立美術館　平成17年（2005年）2月20日～3月27日
- 「高田敬輔と小泉斐」　滋賀県立近代美術館　平成17年（2005年）4月23日～5月29日

## 代表作[2]
| 作品名                                             | 技法         | 形状・員数               | 寸法（縦x横cm）   | 所有者                              | 年代                | 落款                   | 印章             | 備考                 |
| -------------------------------------------------- | ------------ | ------------------------ | ----------------- | ----------------------------------- | ------------------- | ---------------------- | ---------------- | -------------------- |
| 天下和順図                                         | 絹本淡彩     | 三幅対                   |                   | 滋賀県蒲生郡日野町 信楽院           | 享保18年（1733年）  |                        |                  |                      |
| 八相涅槃図                                         | 紙本著色     | 一幅                     | 350.0x272.3       | 滋賀県蒲生郡日野町 浄光寺           | 元文2年（1737年）   |                        |                  | 滋賀県指定有形文化財 |
| 寿老人図                                           | 紙本墨画淡彩 | 一幅                     |                   | 兵庫県姫路市 兵庫県立歴史博物館     | 元文4年（1739年）   |                        |                  |                      |
| 山水人物図                                         | 紙本墨画     | 六曲一双（押絵貼十二面） |                   | 個人                                | 元文5年（1740年）   |                        |                  |                      |
| 釈迦迦葉阿難図                                     | 紙本墨画淡彩 | 一面                     |                   | 滋賀県蒲生郡日野町 信楽院           | 元文5年（1740年）?  |                        |                  |                      |
| 龍虎図屏風                                         | 紙本墨画     | 六曲一双                 |                   | 栃木県宇都宮市 栃木県立博物館       | 寛保元年（1741年）  |                        |                  |                      |
| 群仙図                                             | 紙本墨画淡彩 | 二曲一隻                 |                   | 和歌山県伊都郡高野町 高野山清浄心院 | 法橋期              |                        |                  |                      |
| 山水図屏風                                         | 紙本淡彩     | 六曲一双                 | 151.5x362.5（各） | 滋賀県大津市 滋賀県立近代美術館     | 法橋期              |                        |                  |                      |
| 信楽院本堂天井画「雲龍・八大龍王・韋駄天・飛天図」 | 紙本墨画淡彩 |                          |                   | 滋賀県蒲生郡日野町 信楽院           | 寛保3年（1743年）   |                        |                  |                      |
| 竹林七賢図屏風                                     | 紙本墨画     | 六曲一双                 |                   | 滋賀県蒲生郡日野町 信楽院           | 延享元年（1744年）  |                        |                  |                      |
| 富士図                                             | 紙本墨画     | 一面                     |                   | 個人                                | 延享3年（1746年）   |                        |                  |                      |
| 釈迦三尊図                                         | 紙本墨画     | 三幅対                   |                   | 滋賀県近江八幡市 浄厳院             | 寛延3年（1750年）   |                        |                  |                      |
| 関羽龍虎図                                         | 紙本墨画淡彩 | 三幅対                   |                   | 滋賀県蒲生郡日野町 正明寺           | 宝暦4年（1754年）   |                        |                  |                      |
| 双鶴図                                             | 紙本墨画淡彩 | 一幅                     | 122.0x48.5        | 京都府京都市 知恩寺                 | 宝暦4年（1754年）か | 行年満八十／法眼敬輔筆 | 「法眼」朱文円印 |                      |
| 維摩居士図                                         | 紙本墨画     | 三幅対のうち中幅         |                   | 滋賀県蒲生郡日野町 信楽院           | 宝暦5年（1755年）   |                        |                  |                      |

- 選択集第十六章之図（版行）

## 参考資料
- 山本ゆかり 「高田敬輔研究」（『鹿島美術研究』年報第十九号別冊、鹿島美術財団、2002年）『上方風俗画の研究 ─西岡祐信・月岡雪鼎を中心に─』に「雪鼎の師・高田敬輔について ─継承問題の前提として」と題を変え再録（藝華書院、2010年）ISBN 978-4-9904055-5-7